# 하사카주
하사카주(아랍어: مُحافظة الحسكة)는 시리아를 구성하는 14개 주 가운데 하나로, 주도는 하사카이며 면적은 23,000km2, 인구는 1,377,000명(2007년 기준)이다. 시리아 북동부에 위치하고 있고 남쪽으로는 데이르에조르주, 서쪽으로는 락까주와 인접해 있으며 북쪽으로는 티그리스강을 경계로 터키와 인접해 있고 동쪽으로는 이라크와 인접해 있다. 풍부한 토양과 아름다운 경관, 100여 개가 넘는 고대 유적으로 유명하며 아랍인과 아시리아인, 쿠르드인, 아르메니아인 등 여러 민족이 거주한다.